# Gihanga (mwami)
Gihanga (surnommé le Fondateur), est un héros populaire rwandais qui aurait été, selon la tradition, le premier roi du royaume du Rwanda durant le XIIe siècle.

## Biographie
Gihanga naît au XIe siècle. Il descend d’une union entre deux lignées. Son père est issue de Kigwa, qui serait descendu sur Terre pour mener les Hommes tandis que sa mère descend d’un ancêtre nommé Kabeja. Kabeja, un demi-dieu, serait né pour fonder une nouvelle civilisation. Au cours de son enfance, Gihanga aurait vécu à Mubari et à Bugoyi, deux villages rwandais, le premier situé à l’est, l’autre au nord-ouest[réf. nécessaire].

### Règne
Gihanga introduit au Rwanda des éléments fondamentaux au développement du pays, comme la métallurgie, le travail du bois et la poterie. Il est décrit comme un chef charismatique, détenant des capacités en matière de spiritualité et de technologie. Il dirige son pays depuis son palais, dans une zone interdite et sacrée, qui garde ce statut jusqu’en 2004 et son ouverture au public. Seules la tradition orale et les légendes attestent son existence. Selon celles-ci, il aurait régné durant le XIIe siècle, mais les analyses modernes situeraient plutôt son existence durant l’âge du bronze, soit quelques dizaines d’années auparavant.
Au début de son règne, plusieurs clans existent sur son territoire, les Singa, les Bazigaba (en), les Gesera, les Abamanuka, les Abarenge, les Hima, les Abanyakimari, les Abatega et les Rubanda. Il parvient à les unir pour fonder un royaume fort. Son descendant et successeur, Gahima, termine la tâche inachevée de son père en ajoutant au royaume les tribus Gatwa, Gahutu et Gatutsi, soit les ancêtres des Twa, des Hutu et des Tutsis.

### Héritage
Plusieurs pratiques religieuses naissent à la suite de son règne, à l’image du « Feu de Gihanga ». Ce feu fut allumé à sa mort et entretenu de manière ininterrompue jusqu’en 1932, date à laquelle il est éteint par le gouverneur belge Louis Postiaux (en)[réf. nécessaire].